# 大野村 (京都府北桑田郡)
大野村（おおのむら）は、京都府北桑田郡にあった村。現在の南丹市美山町の西端にあたる。

## 地理
- 山岳：長老ヶ岳
- 河川：由良川

## 歴史
- 1889年（明治22年）4月1日 - 町村制の施行により、萱野村・大野村・三埜村・肱谷村・小淵村・向山村・樫原村・音海村の区域をもって発足。
- 1955年（昭和30年）3月1日 - 知井村・平屋村・宮島村・鶴ヶ岡村と合併して美山町が発足。同日大野村廃止。